# Rond-point Robert Schuman
 (signalé en août 2025).
Si vous disposez d'ouvrages ou d'articles de référence ou si vous connaissez des sites web de qualité traitant du thème abordé ici, merci de compléter l'article en donnant les références utiles à sa vérifiabilité et en les liant à la section « Notes et références ».
- Archive Wikiwix
- Bing
- Cairn
- DuckDuckGo
- E. Universalis
- Gallica
- Google
- G. Books
- G. News
- G. Scholar
- Persée
- Qwant
- (zh) Baidu
- (ru) Yandex
- (wd) trouver des œuvres sur Wikidata

Pour les articles homonymes, voir Schuman.
Le rond-point Robert Schuman (en néerlandais : Robert Schumanplein) est une place et un rond-point important situé dans la commune de Bruxelles-ville dans le quartier européen, à l'intersection des rues de la Loi, Archimède, Froissart et des avenues de Cortenbergh et d'Auderghem. Il est aussi traversé, sous terre, par les tunnels Belliard et Loi de la nationale 23, et la nationale 3.
Il porte le nom Robert Schuman (1886-1963), homme d'État français considéré comme l'un des pères de l'Union européenne.
Le rond-point est régulièrement utilisé pour des manifestations politiques et pour des événements festifs, comme par exemple la fête de l'Europe le 9 mai. 

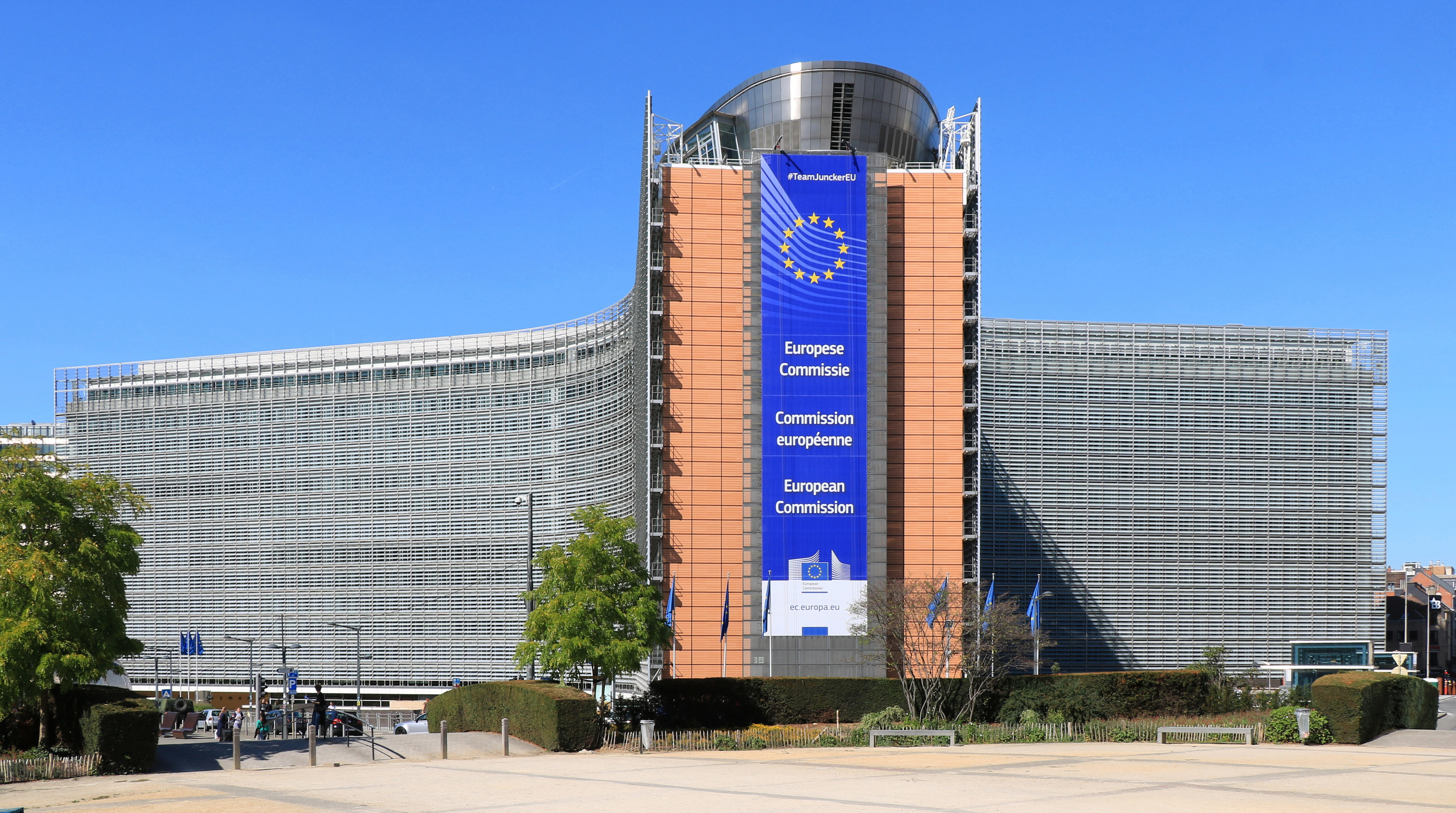
Siège de la Commission européenne (bâtiment Berlaymont).
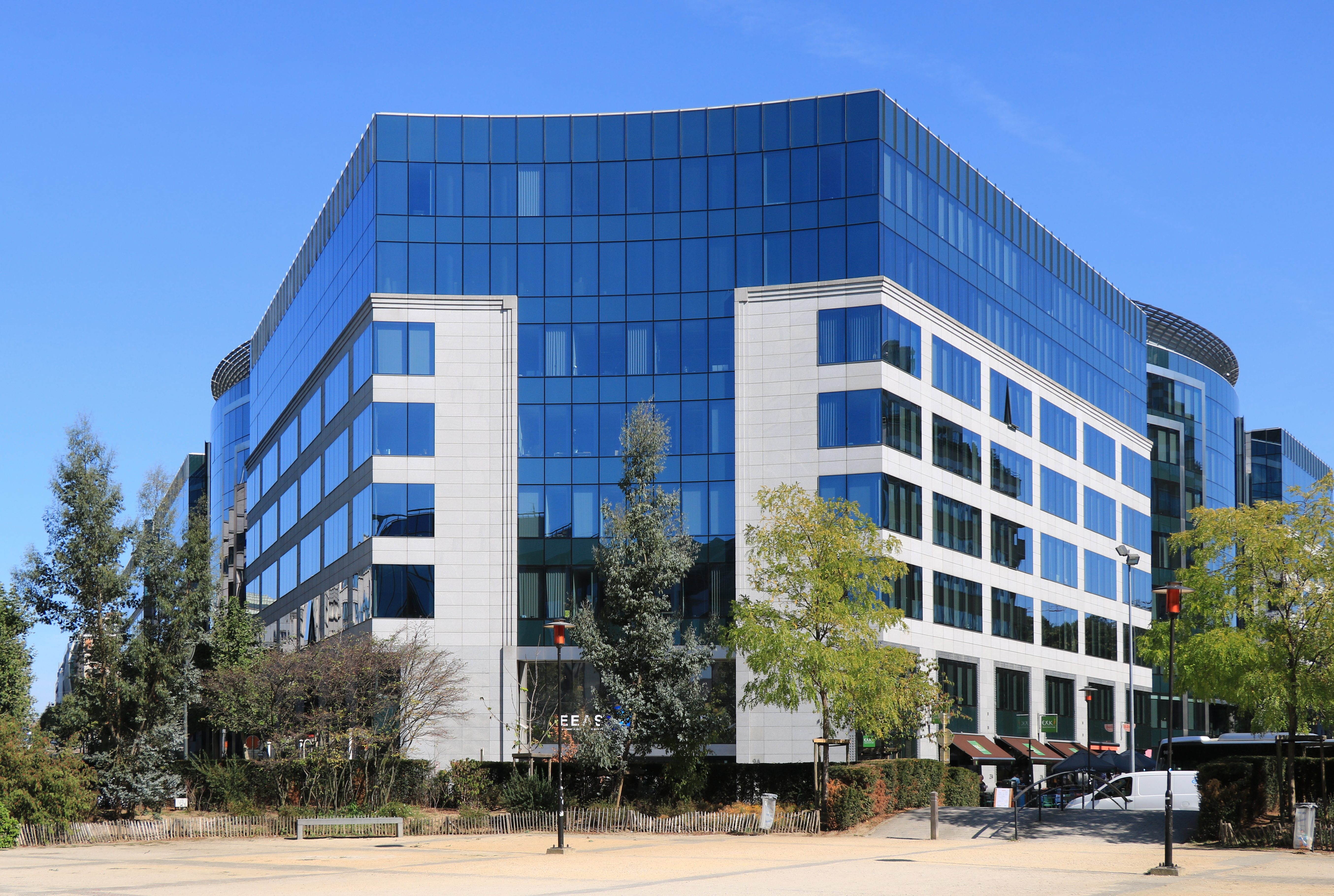
The Capital (Atelier d'architecture de Genval, 2001-2009).
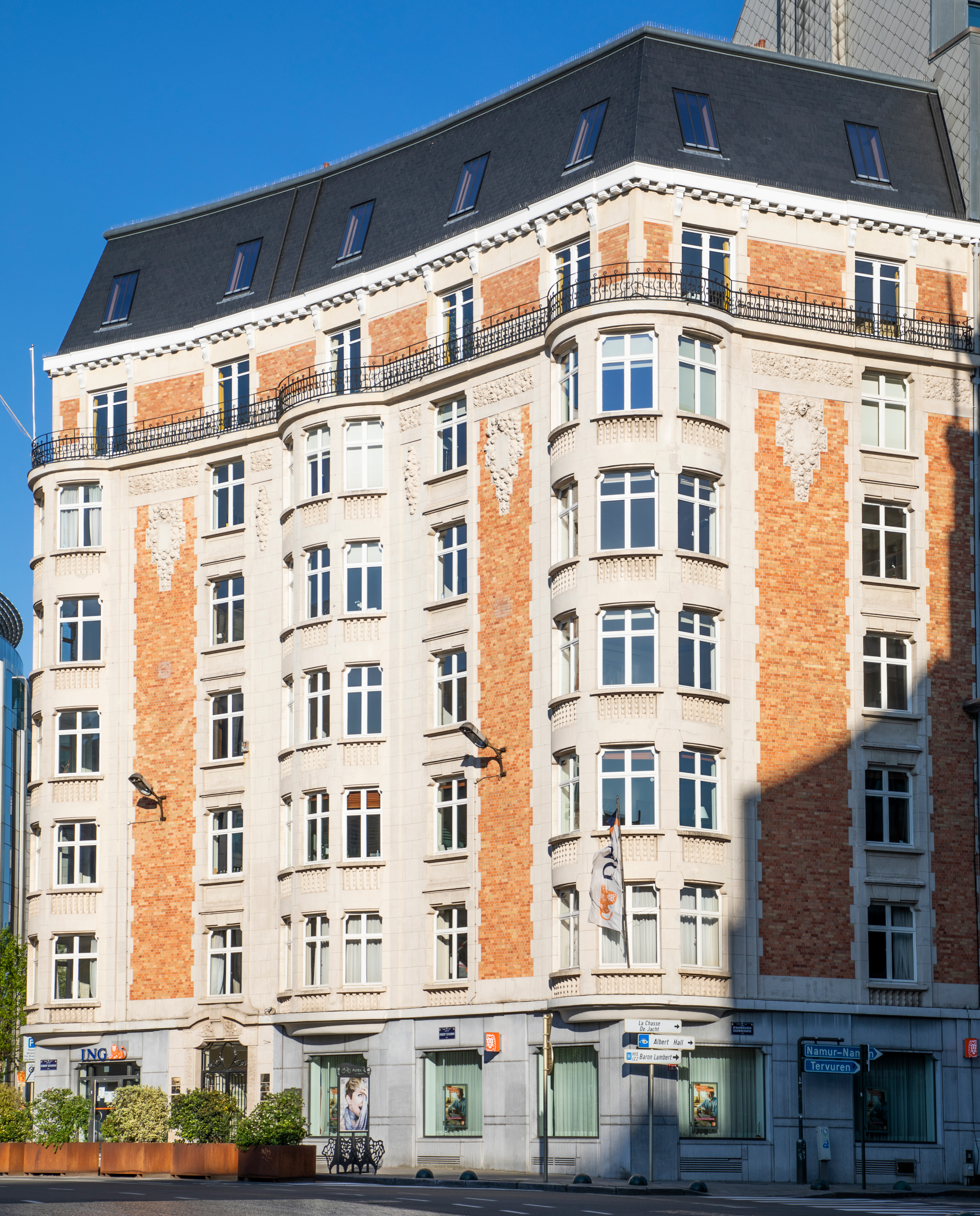
Immeuble par l'architecte Antoine Varlet (1928).

## Voie d'accès
| ___ | Ce site est desservi par la station de métro : Schuman. |